# Saint-Usuge
Saint-Usuge település Franciaországban, Saône-et-Loire megyében. Lakosainak száma 1221 fő (2022. január 1.). Saint-Usuge Saint-Germain-du-Bois, Louhans, Branges, Le Fay, Juif, Montagny-près-Louhans, Montcony, Simard és Vincelles községekkel határos.

## Népesség
A település népessége az elmúlt években az alábbi módon változott:
| Lakosok száma | 1282 | 1324 | 1352 | 1345 | 1308 | 1282 | 1256 | 1240 | 1221 |
|               | 2013 | 2015 | 2016 | 2017 | 2018 | 2019 | 2020 | 2021 | 2022 |